# Tico Brown
Pour les articles homonymes, voir Brown.
Tico Brown, né le 17 juillet 1957, à Kokomo, en Indiana, est un ancien joueur américain de basket-ball. Il évolue au poste d'arrière.

## Biographie
Rion Brown est le père du basketteur Rion Brown.

## Palmarès
- Champion CBA 1980, 1983
- MVP des playoffs CBA 1983
- All-CBA First Team 1984
- Meilleur marqueur CBA 1984, 1987
- First-team All-Metro Conference 1977